# Dubenec (Trutnovi járás)
Dubenec település Csehországban, Trutnovi járásban. Dubenec Velichovky, Doubravice, Vilantice, Litíč, Hřibojedy, Lanžov és Libotov településekkel határos. Lakosainak száma 689 fő (2024. január 1.).

## Népesség
A település lakosságának változását az alábbi diagram mutatja:
| Lakosok száma | 1439 | 1319 | 1052 | 707  | 627  | 659  | 687  | 650  | 671  | 689  |
|               | 1869 | 1890 | 1921 | 1950 | 1980 | 2001 | 2017 | 2019 | 2022 | 2024 |